# ثيودور لبس
ثِيُودور لِبس (بالألمانية: Theodor Lipps)‏ (1851-1914) فيلسُوفٌ ألمانِيّ. ومُؤسِّس معهد عِلمُ النّفسِ في جامِعة مِيُونِخ عام 1913. من مؤلَّفاتِه «الاِنسِجامُ والتّنافُر في المُوسِيقَى»، و«دِرّاسات سيكولوجيّة».

## وصلات خارجية
- ثيودور لبس على موقع الموسوعة البريطانية (الإنجليزية)
- قائمة كتب ومؤلفات ثِيُودور لِبس (مشروع غوتنبرغ).
- قائمة كتب ومؤلفات ثِيُودور لِبس (فهرس المكتبة الوطنية الألمانية).